# María Puchol
María Puchol Butier (Valencia, 17 de enero de 1897 - ¿?), fue una actriz española.

## Biografía
Nació en Valencia, siendo hija del director musical de zarzuelas Antonio Puchol Ávila y de la actriz Claudia Butier. Hermana de la también actriz Luisa Puchol. 
Con catorce años de edad debutó en Toledo en el Teatro de Rojas. Hizo varias temporadas en los principales teatros de España y América, como tiple cómica y cantante. Perteneció como la mayor parte de su familia a la compañía de Ramón Peña y el 1922 ingresó en la de Puchol-Ozores formada por su hermana Luisa.
En su madurez hizo papeles secundarios en el cine y la televisión: cómo lo (1961) La mando en la trampa del director argentino Leopoldo Torre Nilsson. Antes había actuado (1960) haciendo el rol de Madre superiora en la serie de TV La hermana San Sulpicio y en el film Las manos sucias (1957) de los dos directores José Antonio de la Loma y Marcello Balde.